# Communauté rurale de Dara Mboss
La communauté rurale de Dara Mboss est une communauté rurale du Sénégal située à l'ouest du pays. 
Créée en 2011, elle fait partie de l'arrondissement de Nguélou, du département de Guinguinéo et de la région de Kaolack.
Son chef-lieu est le village centre de Dara Mboss.

## Histoire
La communauté rurale est créée en 2011 par démembrement de l'ancienne communauté rurale de Mboss. La communauté rurale de Dara Mboss est  érigée en commune par la loi du 28 décembre 2013.

## Villages
La commune est constituée en 2011, de 20 villages:
1. Bène Tène
2. Dara Diacké
3. Dara Mboss
4. Dara Niassène
5. Dara Thiarène
6. Dara Thissé
7. Diamaguène Ngalanka
8. Dra Palène
9. Mbossédji Bara
10. Mbossédji Macissé
11. Mbossédji Mansaly
12. Mbossédji Ngoudia
13. Ndawène
14. Péteigne 1
15. Péteigne 2
16. Péteigne 3
17. Teud Bitty
18. Thiadia Mboss
19. Yougouré Mass
20. Yougouré Ndiolofène